# Томигусуку Сэйдзоку
Томигусуку Сэйдзоку (яп. 豊見城 親方 盛続; 1520 — 28 мая 1622 года) — рюкюский бюрократ.

## Биография
Томигусуку Сэйдзоку родился в 1520 году в семье высокопоставленного чиновника Томигусоку Сэйсё, который служил членом Сансикана, во время правления Сё Эйя и Сё Нэйя.
Семья Джана подняла восстание против короля в 1592 году. Томигусуку был назначен генералом вместе с Икэгусуку Анраи и Мабуни Анко. Они применили огневую атаку[уточнить] и успешно подавили восстание. Все они получили «Уэката», высший ранг аристократии Рюкю (юкаттю).
В 1606 году император Китая Ванли отправил миссию в Рюкю с целью получения дани с государства. В связи с активными набегами на Окинаву, король отправил Сайэдзоку с большой армией с целью защиты замка Накидзин. 
Весной 1609 года княжество Сацума вторглось в Рюкю. После ожесточенных боев на островах Амами вражеское войско высадилось на острове Окинава в гавани Унтен. Войска Сацумы разрушили и выжгли почти все гусуку на острове, включая стратегически важный замок Накидзин. После этого Сэйдзоку, Цукэн Сэйсоку, Киан, Икэгусуку Анрай и Эсу Сэйсё дважды ходили в стан соперника с целью заключения мирного договора, но оба раза получили отказ и Сэйсё, Сэйсоку и Анрай были арестованы. 
Позже Томигусуку Сэйдзоку и Яна Уэката руководили обороной замков Ярадамори и Миэ в гавани Наха и смогли отразить первые атаки японских войск на крепости. Однако флот Сацума высадился в соседнем Макиминато и захватил порт Наха после того, как король сдался. Сэйдзоку пришлось отступить в Сюри. 
Тем не менее, в скором времени замок был захвачен, и в скором времени король Рюкю капитулировал. Сэйдзоку присягнул на верность новому правительству и был назначен сансиканом Рюкю с 1614 года, правив им вплоть до своей смерти от старости 28 мая 1622 года.